# Lý Hiểu Hồng
Lý Hiểu Hồng (tiếng Trung giản thể: 李晓红, bính âm Hán ngữ: Lǐ Xiǎo Hóng, sinh ngày 13 tháng 6 năm 1959, người Hán) là nhà khoa học, nhà giáo dục, chính trị gia nước Cộng hòa Nhân dân Trung Hoa. Ông là Ủy viên Ủy ban Trung ương Đảng Cộng sản Trung Quốc khóa XX, khóa XIX, hiện là Bí thư Đảng tổ, Viện trưởng Viện Kỹ thuật Trung Quốc. Ông từng là Thành viên Đảng tổ, Phó Bộ trưởng Bộ Giáo dục; hiệu trưởng hai trường đại học là Đại học Vũ Hán, và Đại học Trùng Khánh.
Lý Hiểu Hồng là đảng viên Đảng Cộng sản Trung Quốc, học hàm, học vị là Giáo sư, Tiến sĩ Kỹ thuật, Tiến sĩ sinh đạo sư, và là Viện sĩ Viện Kỹ thuật Trung Quốc. Ông có sự nghiệp nghiên cứu khoa học tập trung vào khai kháng khoáng sản, nghiên cứu lý luận và đem vào sáng chế thực tế thiết bị cắt bằng tia nước áp dụng cho mỏ than tích hợp đảm bảo an toàn khai thác.

## Xuất thân và giáo dục
Lý Hiểu Hồng sinh vào ngày 13 tháng 6 năm 1959 tại huyện Hợp Xuyên của tỉnh Tứ Xuyên, nay là quận Hợp Xuyên thuộc thành phố Trùng Khánh, Cộng hòa Nhân dân Trung Hoa. Ông lớn lên và tốt nghiệp cao trung ở Hợp Xuyên năm 1975, là thanh niên tri thức trong phong trào Vận động tiến về nông thôn, được phân về công xã Lô Sơn (炉山公社) của Hợp Xuyên làm Phó Bí thư Chi đoàn của xã. Năm 1978, khi phong trào được chấm dứt, ông quyết định thi đại học và thi đỗ Đại học Trùng Khánh, nhập học Khoa Khai khoáng của trường vào tháng 9 năm này, tốt nghiệp kỹ sư khai khoáng vào tháng 7 năm 1982. Những năm sinh viên, ông là Bí thư Chi đoàn của khoa, được kết nạp Đảng Cộng sản Trung Quốc ở trường, đồng thời được bầu làm Chủ tịch Hội sinh viên Đại học Trùng Khánh. Sau đại học, ông thi đỗ cao học tại trường, theo học và nhận bằng Thạc sĩ Kỹ thuật năm 1985, là nghiên cứu sinh từ tháng 6 năm 1989, được cử sang Hoa Kỳ tham gia chương trình bồi dưỡng nghiên cứu sinh song phương Trung Quốc – Hoa Kỳ, là trợ lý nghiên cứu giai đoạn 1989–91 ở Đại học California tại Berkeley, trở thành Tiến sĩ Kỹ thuật tại Đại học Trùng Khánh vào năm 1993.

## Sự nghiệp

### Khoa học và giáo dục
Tháng 7 năm 1985, sau khi nhận bằng thạc sĩ tại Đại học Trùng Khánh, Lý Hiểu Hồng được trường giữ lại và bắt đầu sự nghiệp ở đây với vị trí Phó Bí thư Chi bộ, Phó Chủ nhiệm Khoa Khai khoáng (采矿系). Năm 1991, ông được chuyển sang Học viện Khoa học hoàn cảnh và tài nguyên làm Phó Viện trưởng rồi Viện trưởng từ 1994. Sang 1995, ông được phong chức danh Giáo sư ở trường Trùng Khánh, được xếp vào danh mục nhân vật của Quỹ Tài năng ưu tú vượt thế kỷ thuộc Ủy ban Giáo dục Quốc gia Trung Quốc. Tháng 3 năm 1996, ông tới Úc làm học giả thỉnh giảng tại Đại học Queensland đến tháng 8 trở về, được bầu vào Ban thường vụ Đảng ủy, nhậm chức Trợ lý Hiệu trưởng Đại học Trùng Khánh, Trưởng phòng Nghiên cứu khoa học kiêm Viện trưởng Học viện trước đó. Giai đoạn này, ông được chọn là nhân vật ở cấp thứ nhất và thứ hai của Công trình trăm nghìn vạn nhân tài Trung Quốc (百千万人才工程).
Cuối năm 1998, Lý Hiểu Hồng nhậm chức Phó Hiệu trưởng Đại học Trùng Khánh, trở thành Hiệu trưởng từ 2003. Tháng 12 năm 2010, ông được điều tới Đại học Vũ Hán, vào Ban thường vụ Đảng ủy, được bổ nhiệm làm Hiệu trưởng, và là Tiến sĩ sinh đạo sư làm việc ở Học viện Cơ giới và Động lực của trường từ 2017. Ở Vũ Hán, ông kiêm nhiệm các chức vụ về khoa học như Chủ nhiệm Phòng thí nghiệm trọng điểm Quốc gia về Khống chế và động lực học tai nạn mỏ than Trung Quốc; Thành viên Tổ bình phầm khoa học của Ủy ban Học vị Quốc vụ viện; Chủ nhiệm Ủy ban Học thuật của Phòng thí nghiệm trọng điểm Hồ Bắc về Kỹ thuật mới và Lý luật tia nước; và Đồng sự thường vụ của Hiệp hội Than Trung Quốc. Ông được bầu làm Viện sĩ Viện Kỹ thuật Trung Quốc (中国工程院院士, Viện Công trình) từ năm 2011, đồng thời cũng là Viện sĩ Viện Kỹ thuật Nga, nhóm nhà khoa học nước ngoài.
Lý Hiểu Hồng tập trung nghiên cứu công nghệ cắt bằng tia nước và ứng dụng của nó trong kỹ thuật an toàn mỏ than, và là một trong những người đứng đầu về học thuật trong lĩnh vực kỹ thuật khai thác ở Trung Quốc, mục đích nghiên cứu để tích hợp phòng chống thiên tai tiên tiến với việc khai thác khoáng sản. Với việc sử dụng khí methan trong lòng than, ông đã sáng chế ra thiết bị cắt bằng tia nước đa pha dạng khí, rắn và lỏng có thể tạo ra sóng ứng suất xung và sóng xung kích âm thanh, phát triển một cách sáng tạo thiết bị cắt tia dao động đa pha trong các đường nối vết nứt gãy của than để tăng cường khả năng thấm khí và công nghệ giải hấp khí, đồng thời phát triển độc lập các bộ thiết bị hoàn chỉnh để kiểm soát thảm họa khí mỏ than tiên tiến, đã được phổ biến và áp dụng tại gần 50 mỏ than ở Trùng Khánh, Tứ Xuyên, Quý Châu, Sơn Tây, Hà Nam, An Huy. Ông và các cộng sự đã nghiên cứu cơ chế trộn lẫn của hạt mài rắn trong dòng tự dao động (self-exciting oscillation), đo ảnh hưởng đến các thông số chính để thiết lập phương trình liên quan của các thông số phản lực và đặc tính cắt, suy ra mối quan hệ giữa các hạt mài mòn và sự xâm thực trong phản lực mài mòn xung, đề xuất một bộ tiêu chí thiết kế cho vòi phun hạt mài mòn xung. Nghiên cứu này kết luận rằng tốc độ xói mòn thể tích của phản lực mài mòn xung cao hơn 50% so với phản lực mài mòn trộn sẵn và khoảng cách mục tiêu hiệu quả có thể tăng hơn hai lần.

### Chính trường
Tháng 7 năm 2004, với việc Đại học Trùng Khánh là trường công lập trực thuộc Bộ Giáo dục, đơn vị cấp phó bộ, Lý Hiểu Hồng có cấp công vụ viên phó bộ trưởng khi là Hiệu trưởng. Ông trúng cử Đại biểu Hội nghị Hiệp thương Chính trị Nhân dân Trung Quốc khóa XI nhiệm kỳ 2008–13, Đại biểu Đại hội đại biểu Nhân dân toàn quốc khóa XII nhiệm kỳ 2013–18. Tháng 11 năm 2016, ông được điểu chuyển tới trung ương, được bổ nhiệm làm Phó Bộ trưởng Bộ Giáo dục, Thành viên Đảng tổ, thăng chức là Bí thư Đảng tổ Viện Kỹ thuật Trung Quốc, cấp bộ trưởng từ tháng 5 năm 2017. Tháng 10 năm này, ông tham gia đại hội đại biểu toàn quốc, được bầu làm Ủy viên dự khuyết Ủy ban Trung ương Đảng Cộng sản Trung Quốc khóa XIX tại Đại hội Đảng Cộng sản Trung Quốc lần thứ 19. Đến ngày 1 tháng 6 năm 2018, Lý Hiểu Hồng được bổ nhiệm làm Viện trưởng Viện Kỹ thuật Trung Quốc, là Viện trưởng thứ năm của cơ quan khoa học hàn lâm này. Cuối năm 2022, ông tham gia Đại hội Đảng Cộng sản Trung Quốc lần thứ XX từ đoàn đại biểu khối cơ quan trung ương Đảng và Nhà nước. Trong quá trình bầu cử tại đại hội, ông được bầu là Ủy viên Ủy ban Trung ương Đảng Cộng sản Trung Quốc khóa XX.

## Công trình
Lý Hiểu Hồng đã xuất bản hơn 200 bài báo ở tạp chí khoa học, 6 cuốn sách khoa học, chuyên khảo, trong đó có những tác phẩm nổi tiếng như:
- Lý Hiểu Hồng (1994). 矿产资源的合理开发与利用. Trùng Khánh: Nhà xuất bản Đại học Trùng Khánh. ISBN 7-5624-0942-0.
- Lý Hiểu Hồng (2005). 瓦斯隧道揭煤施工技术. Trùng Khánh: Nhà xuất bản Đại học Trùng Khánh. ISBN 7-5624-3392-5.
- Lý Hiểu Hồng; Lư Nghĩa Ngọc; Hướng Văn Anh (2007). 水射流理论及在矿业工程中的应用. Trùng Khánh: Nhà xuất bản Đại học Trùng Khánh. ISBN 978-7-56243-997-4.
- Lý Hiểu Hồng; Lư Nghĩa Ngọc; Vương Khắc Toàn (2014). 矿井通风与安全. Trùng Khánh: Nhà xuất bản Đại học Trùng Khánh. ISBN 978-7-56243-780-2.

## Giải thưởng
Trong sự nghiệp khoa học, Lý Hiểu Hồng đã đạt được những giải thưởng như:
- Giải Ba Tiến bộ kỹ thuật của Bộ Giáo dục với công trình "井下淹没水射流刻槽技术的研究", 1998;[29]
- Giải Nhì Tiến bộ Kỹ thuật Quốc gia với công trình "水射流辅助刀具切割破碎硬岩的研究", 1999;[29]
- Giải Nhất Tiến bộ kỹ thuật của Bộ Giáo dục với công trình "三峡库区及库区重点城镇固体废弃物综合治理规划和专项技术研究", 2005;[30]
- Giải Nhì Tiến bộ Kỹ thuật Quốc gia với công trình "三峡水库淹没区固体废弃物污染治理专项技术研究", 2005;[30]
- Giải Nhì Tiến bộ Kỹ thuật Quốc gia với công trình "多相振荡射流及其在低透气性煤层中抽采瓦斯的关键技术研究与应用", 2008;[30]